# سالو ال

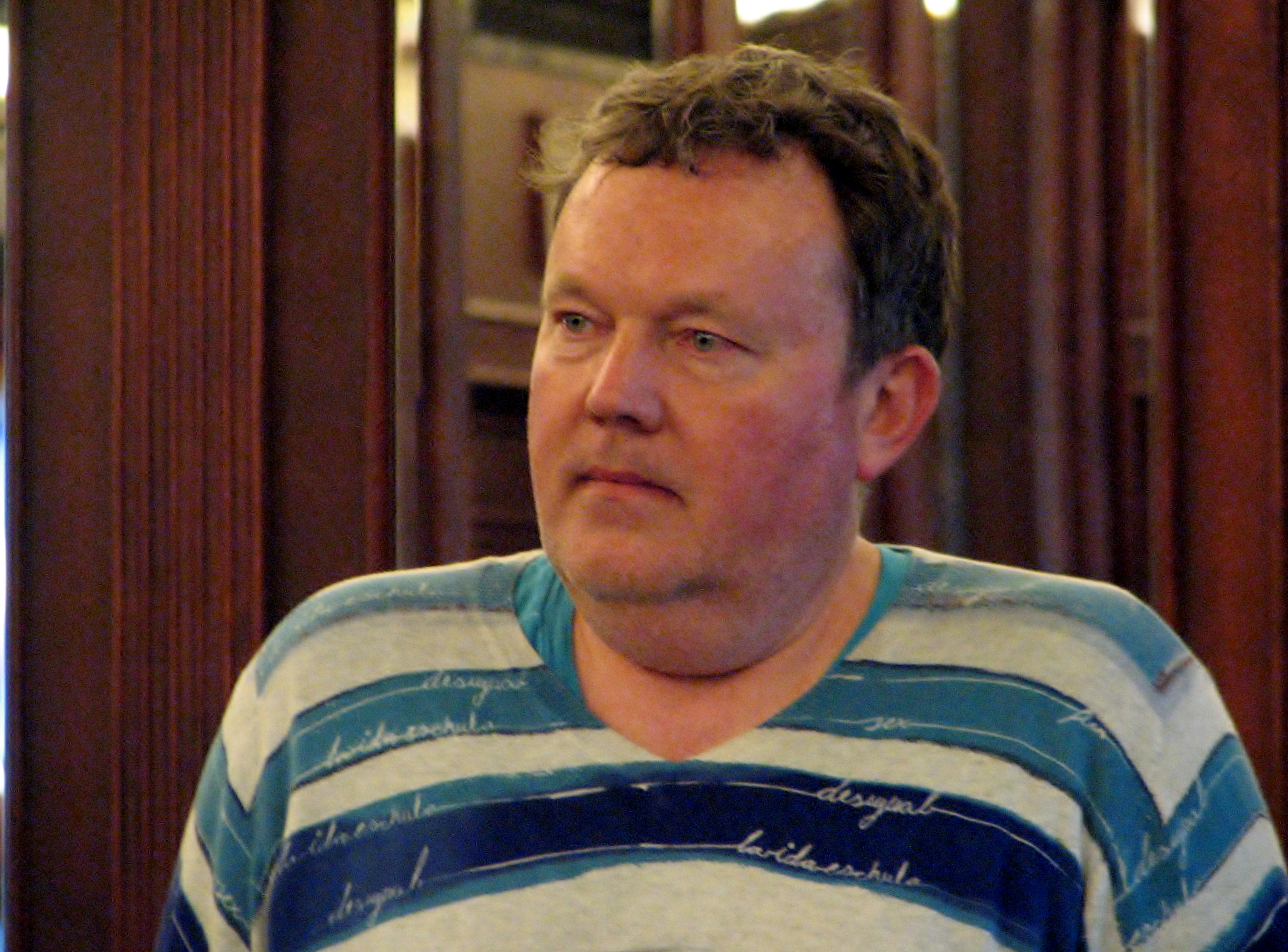
سالو ال - مورخ، شاعر و روزنامه‌نگار استونیایی - ۲۰۱۴

سالو ال (به انگلیسی: Sulev Oll) (زاده ۱۷ مارس ۱۹۶۴) مورخ و شاعر و روزنامه‌نگار استونیایی است. او به عنوان روزنامه‌نگار و نویسنده به تخصص خود در تاریخ ورزشی استونیایی اشاره می‌کند.